# Utricularia endresii
Utricularia endresii är en tätörtsväxtart som beskrevs av Reichb. f.. Utricularia endresii ingår i släktet bläddror, och familjen tätörtsväxter. Inga underarter finns listade i Catalogue of Life.

## Bildgalleri

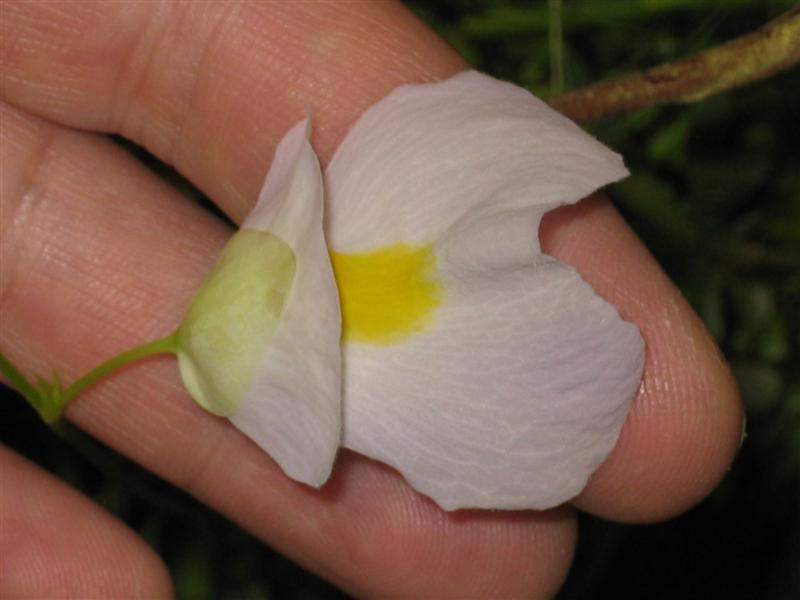